# Sorkifalud
Sorkifalud est une commune du comitat de Vas en Hongrie, résultant de l'union en 1939 de Dömötöri, Sorkikisfalud, Szentléránt et Taródháza.